# Kiemławki Wielkie
Kiemławki Wielkie (deutsch Groß Kemlack) ist ein Dorf in Polen in der Woiwodschaft Ermland-Masuren. Es gehört zum Schulzenamt (Sołectwo) Podławki (Podlacken) in der Gemeinde Barciany (Barten) im Powiat Kętrzyński (Kreis Rastenburg).

## Geographische Lage
Das Dorf liegt acht Kilometer nordwestlich vom Stadtzentrum Kętrzyns etwa 70 Meter über dem Meeresspiegel. Barciany liegt in derselben Entfernung in nördlicher Richtung von Kiemławki Wielkie. Etwa 20 Kilometer nördlich verläuft die Staatsgrenze Polens zum russischen Oblast Kaliningrad. Durch das Dorf fließt der Bach Rawa. Die Kreisstadt Kętrzyn (deutsch Rastenburg) liegt neun Kilometer in südlicher Richtung.

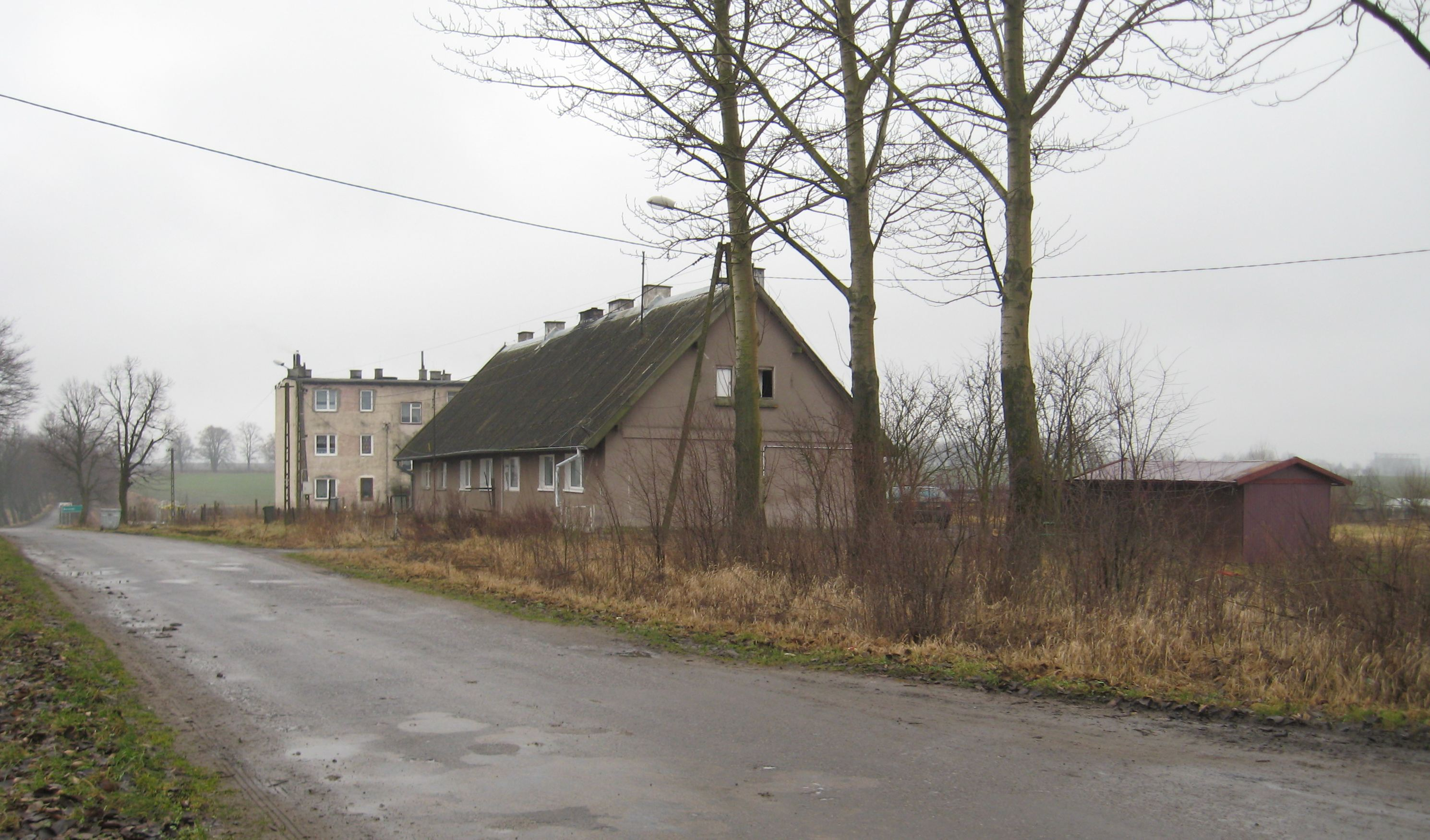
Dorfstraße in Kiemławki Wielkie

## Geschichte

### Ortsname
Der Name weist auf die Vegetation: prußisch „kelmis“ (Hut), litauisch „kelmas“ (Sammelbegriff für Pilze, Baumstubben, hohler Baum, aber auch für alle Pflanzen die in der Erde stehen oder angepflanzt werden) sowie „laukas“ (Acker, Feld).

### Ortsgeschichte
Das heutige Kiemławki Wielkie wurde unter dem Namen Kelmolauken 130 lokalisiert. Es gab zu dem Zeitpunkt hier drei Rittergüter des Deutschen Ordens sowie ein Lehen nach Kulmer Recht. 1785 gab es in Groß Cämlack drei Wohngebäude, 1817 waren es in Groß Kemmlack vier, in denen 58 Menschen wohnten. Um 1900 war Groß Kemlack ein Gut innerhalb des Gutsbezirks Wehlack (polnisch Skierki) im gleichnamigen Amtsbezirk im ostpreußischen Kreis Rastenburg.
Am 30. September 1928 wurde aus der Landgemeinde Klein Kemlack (polnisch Kiemławki Małe) und dem Gut Groß Kemlack im Gutsbezirk Wehlack die neue Landgemeinde Kemlack gebildet. Sie bestand bis 1945 und zählte 1933 insgesamt 203 und 1939 noch 166 Einwohner.
Im Januar 1945 besetzte die Rote Armee die Gegend und Kiemławki Wielkie kam als Folge des Zweiten Weltkrieges zu Polen. 1970 lebten in dem Dorf 99 Menschen. Drei Jahre später, nachdem die Gromadas aufgelöst worden waren, war das Dorf Teil des Schulzenamtes Kiemławki Małe (Klein Kemlack) in der Gemeinde Barciany (Barten). Als 1998 die Woiwodschaft Olsztyn aufgelöst wurde, kam das Dorf zur neu gebildeten Woiwodschaft Ermland-Masuren.

## Kirche

### Evangelisch
Bis 1945 war Groß Kemlack in die evangelische Kirche Wenden in der Kirchenprovinz Ostpreußen der Kirche der Altpreußischen Union eingepfarrt.  Seit 1945 gehört Kiemławki Wielkie zur Pfarrei Kętrzyn in der Diözese Masuren der Evangelisch-Augsburgischen Kirche in Polen.

### Katholisch
Bis Ende des Zweiten Weltkrieges gehörte Groß Kemlack zur katholischen Pfarrei in Rastenburg im Bistum Ermland. Jetzt ist Kiemławki Wielkie in die Kirche Podławki (Podlacken) eingegliedert, eine Filialkirche der Kirche der Mutter Gottes von der immerwährenden Hilfe Winda im Erzbistum Ermland.

## Verkehr

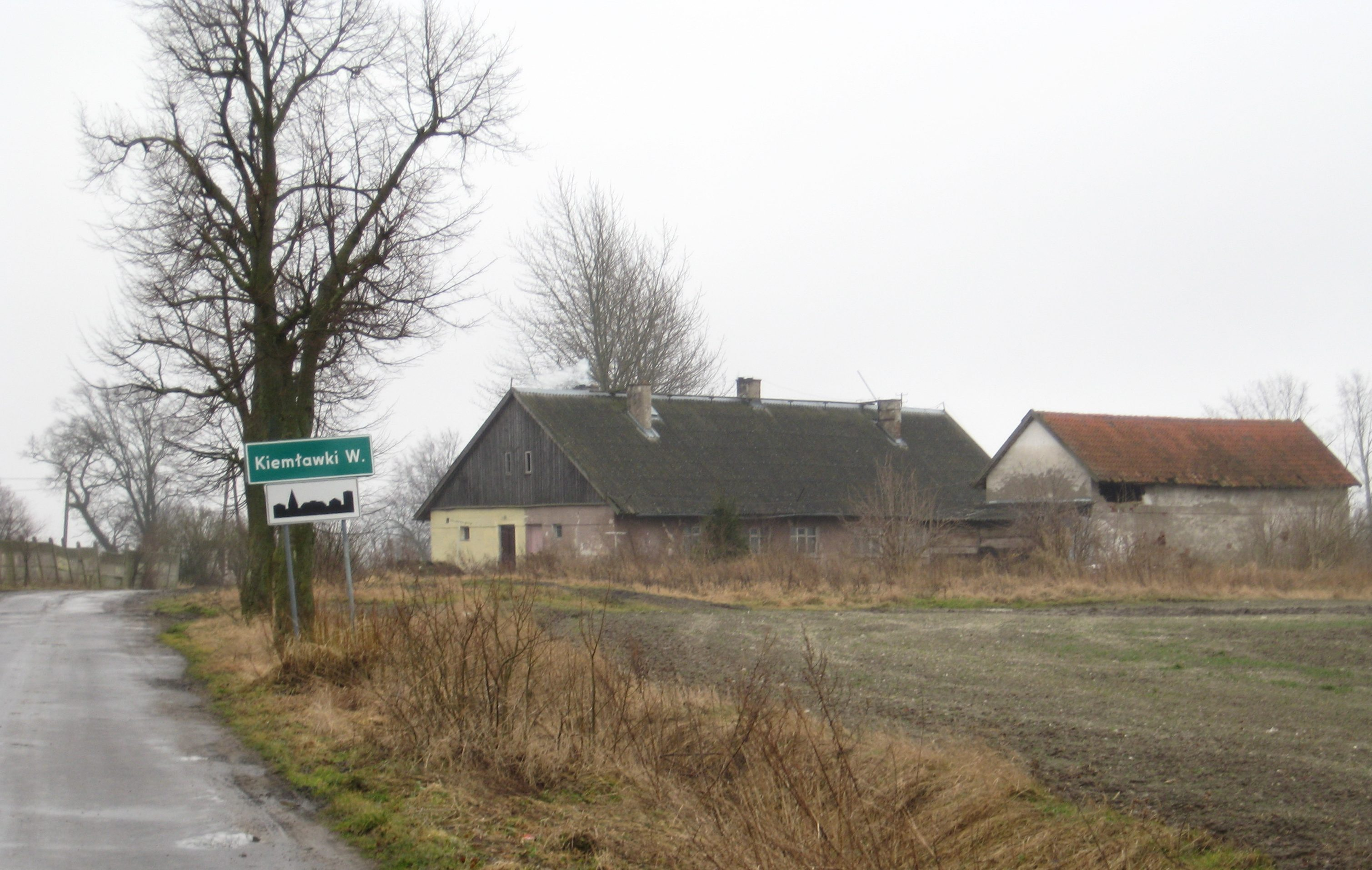
Ortseinfahrt von Kiemławki Wielkie

Durch Kiemławki Wielkie führt eine Nebenstraße, die im Südwesten nach vier Kilometern bei Banaszki (Bannaskeim) in die Woiwodschaftsstraße 592 mündet. In nördlicher Richtung teilt sich die Straße. Im Nordosten mündet sie dann in Winda (Wenden) in die Woiwodschaftsstraße 591 (ehemalige deutsche Reichsstraße 141). In nordwestlicher Richtung verläuft sie durch die Dörfer Kiemławki Małe (Klein Kemlack), Kąpławki (Kamplack) und Wilkowo Małe (Klein Wolfsdorf), bevor sie nach etwa acht Kilometern im früheren Wilkowo Wielkie (Groß Wolfsdorf, heute in Drogosze (Dönhofstädt) aufgegangen) auf die Woiwodschaftsstraße 590 trifft.
Die nächste Bahnstation befindet sich im acht Kilometer südlich gelegenen Kętrzyn.
Der nächste internationale Flughafen ist der Flughafen Kaliningrad etwa 90 Kilometer nördlich von Kiemławki Wielkie auf russischem Hoheitsgebiet. Etwa 190 Kilometer westlich liegt der Lech-Wałęsa-Flughafen Danzig, der der nächste internationale Flughafen auf polnischem Staatsgebiet ist.